# Bruno Rodríguez Parrilla
Pour les articles homonymes, voir Bruno Rodríguez et Rodríguez.
Bruno Rodríguez Parrilla (né le 22 janvier 1958 à Mexico), est un diplomate et homme politique cubain. Ministre des Affaires étrangères de Cuba depuis le 2 mars 2009, succédant à Felipe Pérez Roque.
Il est de 1995 à 2003, représentant permanent de Cuba auprès de l'Organisation des Nations unies.